# 日本民営鉄道協会
一般社団法人日本民営鉄道協会（にほんみんえいてつどうきょうかい）は、日本の鉄道事業者および軌道経営者で構成する業界団体である。略称は民鉄協（みんてっきょう）。元国土交通省鉄道局所管。

## 概要
会員は、主に国鉄分割民営化（1987年）・鉄道事業法施行（1986年）前から旧地方鉄道法に基づいて鉄道事業を行っていた鉄道事業者と軌道法に基づいて事業を行っていた軌道経営者で、地方公営企業を除く事業者である。地方公営企業として鉄道事業・軌道経営する地方公共団体（東京都、大阪市・名古屋市・札幌市など日本の一部の市（政令指定都市））は一般社団法人 公営交通事業協会の会員である。
会員資格は「鉄道事業及び軌道事業を営む法人」であり、「民営」に限定されておらず、会員はほとんどが純民間資本の株式会社であるものの一部に地方公共団体も出資する第三セクターの株式会社（青い森鉄道、ひたちなか海浜鉄道など）も加盟している他、東京地下鉄の前身である公共企業体・帝都高速度交通営団も会員であった。現在は南海電気鉄道の子会社である泉北高速鉄道も、前身の大阪府都市開発（大阪府出資の第三セクター会社であった）の時代から加盟している。とさでん交通は、純公共資本の企業ではあるものの、民営鉄道の土佐電気鉄道から会員資格を引き継いだため、加盟している。
入会は任意であり、日本の民間鉄道事業者全てが加盟しているわけではない。例えば、分割民営化により日本国有鉄道の鉄道事業の大部分を地域別に継承したJRグループ7社は会員ではない。JR傘下の鉄道事業者では仙台空港鉄道・嵯峨野観光鉄道は会員であるが、東京モノレール・東海交通事業などは未加盟である。財団法人（札幌市交通事業振興公社（札幌市電）・青函トンネル記念館・神戸住環境整備公社）や宗教法人（鞍馬寺）も未加盟である。
大手私鉄でも西日本鉄道（西鉄）が、自社の経営格差および地域格差が関東・関西の大手私鉄と隔たりがあったことを理由に1969年6月に脱退していた。また、名古屋鉄道も同様の理由で1971年に脱退していたが、協会側の対応の変化を見て西鉄と名鉄は1982年8月に復帰している。その後京成電鉄が自社の経営危機に突入した1980年3月に脱退したが、同社も1990年4月に復帰した。2005年に開業した首都圏新都市鉄道や、旧大阪市交通局の鉄道・軌道事業を2018年に民営化した大阪市高速電気軌道の2社も、規模的には大手私鉄の一角と認められるレベルであるが、2023年4月現在は未加盟である。国土交通省の資料でも静岡県の2大私鉄である静岡鉄道と遠州鉄道とともに中小民鉄に区分されている。
関連組織に地方毎の鉄道協会（東北鉄道協会・関東鉄道協会・中部鉄道協会・関西鉄道協会・中国地方鉄道協会・四国鉄道協会・九州鉄道協会）があり、そちらには第三セクターの多くも加盟しており、総加盟者数は本協会より多い。

## 役員
会長職は、関西大手と関東大手から持ち回りで選出されている。
会長
| 在任期間                      | 氏名       | 役職（当時）               |
| ----------------------------- | ---------- | -------------------------- |
| 1975年 - 1977年               | 川﨑千春   | 京成電鉄社長               |
| 1979年 - 1981年               | 川勝傳     | 南海電気鉄道社長           |
| 1981年 - 1983年               | 広田宗     | 小田急電鉄会長             |
| 1983年 - 1985年               | 柴谷貞雄   | 阪急電鉄社長               |
| 1985年 - 1987年               | 片桐典徳   | 京浜急行電鉄会長           |
| 1989年 - 1991年               | 利光達三   | 小田急電鉄社長             |
| 1991年 - 1993年               | 久万俊二郎 | 阪神電気鉄道社長、会長     |
| 1993年 - 1995年               | 芹沢守利   | 京浜急行電鉄会長           |
| 1995年 - 1997年               | 金森茂一郎 | 近畿日本鉄道会長           |
| 1997年 - 1999年5月12日        | 平松一朗   | 京浜急行電鉄会長           |
| 1999年5月12日 - 2001年        | 小林公平   | 阪急電鉄会長               |
| 2001年 - 2003年               | 清水仁     | 東京急行電鉄会長           |
| 2003年7月 - 2005年5月27日     | 吉田二郎   | 南海電気鉄道会長           |
| 2005年5月27日 - 2007年5月25日 | 小谷昌     | 京浜急行電鉄会長           |
| 2007年5月25日 - 2009年5月29日 | 佐藤茂雄   | 京阪電気鉄道社長           |
| 2009年5月29日 - 2011年5月27日 | 上條清文   | 東京急行電鉄会長           |
| 2011年5月27日 -2013年5月31日  | 石渡恒夫   | 京浜急行電鉄会長           |
| 2013年5月31日 - 2015年5月29日 | 坂井信也   | 阪神電気鉄道会長           |
| 2015年5月29日 - 2017年5月26日 | 根津嘉澄   | 東武鉄道取締役社長         |
| 2017年5月26日 - 2019年5月31日 | 山木利満   | 小田急電鉄取締役会長       |
| 2019年5月31日 - 2021年5月28日 | 和田林道宜 | 近畿日本鉄道代表取締役会長 |
| 2021年6月4日 - 2023年5月26日  | 野本弘文   | 東急電鉄取締役会長         |
| 2023年5月26日 -               | 原田一之   | 京浜急行電鉄取締役会長     |

副会長
| 在任期間        | 氏名       | 役職（当時）           |
| --------------- | ---------- | ---------------------- |
| 2005年 - 2007年 | 上條清文   | 東京急行電鉄社長       |
| 2005年 - 2007年 | 木村操     | 名古屋鉄道社長         |
| 2005年 - 2007年 | 佐藤茂雄   | 京阪電気鉄道社長       |
| 2005年 - 2007年 | 明松亮一   | 神戸電鉄社長           |
| 2005年 - 2007年 | 笠原甲一   | 長野電鉄社長           |
| 2005年 - 2007年 | 大田哲哉   | 広島電鉄社長           |
| 2007年 - 2009年 | 上條清文   | 東京急行電鉄会長       |
| 2007年 - 2009年 | 木下栄一郎 | 名古屋鉄道社長         |
| 2007年 - 2009年 | 角和夫     | 阪急電鉄社長           |
| 2007年 - 2009年 | 明松亮一   | 神戸電鉄会長           |
| 2007年 - 2009年 | 桑名博勝   | 富山地方鉄道社長       |
| 2007年 - 2009年 | 大田哲哉   | 広島電鉄社長           |
| 2009年 - 2011年 | 石渡恒夫   | 京浜急行電鉄社長       |
| 2009年 - 2011年 | 木下栄一郎 | 名古屋鉄道社長         |
| 2009年 - 2011年 | 坂井信也   | 阪神電気鉄道社長       |
| 2009年 - 2011年 | 明松亮一   | 神戸電鉄会長           |
| 2009年 - 2011年 | 桑名博勝   | 富山地方鉄道社長       |
| 2009年 - 2011年 | 大田哲哉   | 広島電鉄社長           |
| 2011年 - 2013年 | 根津嘉澄   | 東武鉄道社長           |
| 2011年 - 2013年 | 山本亜土   | 名古屋鉄道社長         |
| 2011年 - 2013年 | 亘信二     | 南海電気鉄道社長       |
| 2011年 - 2013年 | 竹内善一郎 | 遠州鉄道社長           |
| 2011年 - 2013年 | 上門一裕   | 山陽電気鉄道社長       |
| 2011年 - 2013年 | 大田哲哉   | 広島電鉄社長           |
| 2013年 - 2015年 | 根津嘉澄   | 東武鉄道社長           |
| 2013年 - 2015年 | 山本亜土   | 名古屋鉄道社長         |
| 2013年 - 2015年 | 小林哲也   | 近畿日本鉄道社長       |
| 2013年 - 2015年 | 竹内善一郎 | 遠州鉄道社長           |
| 2013年 - 2015年 | 上門一裕   | 山陽電気鉄道社長       |
| 2013年 - 2015年 | 佐伯要     | 伊予鉄道社長           |
| 2015年 - 2017年 | 山木利満   | 小田急電鉄取締役社長   |
| 2015年 - 2017年 | 山本亜土   | 名古屋鉄道取締役会長   |
| 2015年 - 2017年 | 加藤好文   | 京阪電気鉄道取締役社長 |
| 2015年 - 2017年 | 大谷隆男   | 秩父鉄道取締役社長     |
| 2015年 - 2017年 | 杉山健博   | 神戸電鉄取締役社長     |
| 2015年 - 2017年 | 佐伯要     | 伊予鉄道取締役社長     |
| 2017年 - 2021年 | 野本弘文   | 東急電鉄取締役社長     |
| 2017年 - 2021年 | 安藤隆司   | 名古屋鉄道取締役社長   |
| 2017年 - 2021年 | 杉山健博   | 阪急電鉄取締役社長     |
| 2017年 - 2021年 | 大谷隆男   | 秩父鉄道取締役社長     |
| 2017年 - 2021年 | 寺田信彦   | 神戸電鉄取締役社長     |
| 2017年 - 2021年 | 椋田昌夫   | 広島電鉄取締役社長     |
| 2021年 - 2023年 | 原田一之   | 京浜急行電鉄取締役社長 |
| 2021年 - 2023年 | 髙﨑裕樹   | 名古屋鉄道取締役社長   |
| 2021年 - 2023年 | 遠北光彦   | 南海電気鉄道取締役社長 |
| 2021年 - 2023年 | 宮岸武司   | 北陸鉄道取締役社長     |
| 2021年 - 2023年 | 寺田信彦   | 神戸電鉄取締役社長     |
| 2021年 - 2023年 | 椋田昌夫   | 広島電鉄取締役社長     |
| 2023年 - 現職   | 紅村康     | 京王電鉄取締役会長     |
| 2023年 - 現職   | 髙﨑裕樹   | 名古屋鉄道取締役社長   |
| 2023年 - 現職   | 原恭       | 近畿日本鉄道取締役社長 |
| 2023年 - 現職   | 宮岸武司   | 北陸鉄道取締役社長     |
| 2023年 - 現職   | 寺田信彦   | 神戸電鉄取締役社長     |
| 2023年 - 現職   | 椋田昌夫   | 広島電鉄取締役社長     |

## 会員の一覧
括弧内は本社所在地。地方区分および一覧の掲載順序は日本民営鉄道協会の公式発表に準ずる。
★印は地方公共団体も出資する第三セクター鉄道
☆印は完全公的資本の株式会社
●印は大株主に非加盟鉄道会社のある会社
■印は特別法に拠る特殊会社
▲印は鉄道事業法施行後に設立あるいは加盟した会社
◎印は交通系ICカード全国相互利用サービスが利用できる鉄道会社

### 大手
- 東武鉄道（東京都墨田区）◎
- 西武鉄道（埼玉県所沢市）◎
- 京成電鉄（千葉県市川市）◎
- 京王電鉄（東京都多摩市）◎
- 小田急電鉄（神奈川県海老名市、東京都新宿区）◎
- 東急電鉄（東京都渋谷区）◎
- 京浜急行電鉄（神奈川県横浜市西区）◎
- 東京地下鉄（東京メトロ、東京都台東区）☆■▲◎
- 相模鉄道（相鉄、神奈川県横浜市西区）◎
- 名古屋鉄道（名鉄、愛知県名古屋市中村区）◎
- 近畿日本鉄道（近鉄、大阪府大阪市天王寺区）◎
- 南海電気鉄道（大阪府大阪市浪速区）◎
- 京阪電気鉄道（大阪府枚方市）◎
- 阪急電鉄（大阪府大阪市北区）◎
- 阪神電気鉄道（大阪府大阪市福島区）◎
- 西日本鉄道（西鉄、福岡県福岡市博多区）◎

### 東北
- 弘南鉄道（青森県平川市）
- 津軽鉄道（青森県五所川原市）
- 青い森鉄道（青森県青森市）★▲
- 岩手開発鉄道（岩手県大船渡市）★▲
- 仙台空港鉄道（宮城県名取市）★●▲
- 福島交通（福島県福島市）

### 北陸信越
- アルピコ交通（長野県松本市）
- 上田電鉄（長野県上田市）▲
- 長野電鉄（長野県長野市）
- 富山地方鉄道（富山県富山市）
- 万葉線（富山県高岡市）★▲
- 北陸鉄道（石川県金沢市）

### 関東
- ひたちなか海浜鉄道（茨城県ひたちなか市）★▲
- 上信電鉄（群馬県高崎市）
- 上毛電気鉄道（群馬県前橋市）
- 秩父鉄道（埼玉県熊谷市）◎
- 銚子電気鉄道（千葉県銚子市）
- 小湊鉄道（千葉県市原市）
- いすみ鉄道（千葉県夷隅郡大多喜町）★▲◎
- 山万（東京都中央区）
- 高尾登山電鉄（東京都八王子市）◎
- 江ノ島電鉄（江ノ電、神奈川県藤沢市）◎
- 湘南モノレール（神奈川県鎌倉市）◎
- 小田急箱根（神奈川県小田原市）◎
- 富士山麓電気鉄道（山梨県南都留郡富士河口湖町）◎

### 中部
- 伊豆急行（静岡県伊東市）◎
- 伊豆箱根鉄道（静岡県三島市）
- 岳南電車（静岡県富士市）
- 静岡鉄道（静岡県静岡市葵区）◎
- 大井川鐵道（静岡県島田市）
- 遠州鉄道（静岡県浜松市中央区）
- 豊橋鉄道（愛知県豊橋市）◎
- 三岐鉄道（三重県四日市市）
- 福井鉄道（福井県越前市）
- えちぜん鉄道（福井県福井市）★▲

### 関西
- 京福電気鉄道（京都府京都市中京区）◎
- 叡山電鉄（京都府京都市左京区）◎
- 嵯峨野観光鉄道（京都府京都市右京区）●▲◎
- 北大阪急行電鉄（大阪府豊中市）★◎
- 水間鉄道（大阪府貝塚市）◎
- 和歌山電鐵（和歌山県和歌山市）▲
- 紀州鉄道（東京都中央区）
- 能勢電鉄（兵庫県川西市）◎
- 神戸電鉄（兵庫県神戸市兵庫区）◎
- 山陽電気鉄道（兵庫県神戸市長田区）◎

### 中国
- 岡山電気軌道（岡山県岡山市中区）◎
- 水島臨海鉄道（岡山県倉敷市）★
- 広島電鉄（広島県広島市中区）◎
- 一畑電車（島根県出雲市）▲

### 四国
- 高松琴平電気鉄道（ことでん、香川県高松市）◎
- 伊予鉄道（愛媛県松山市）◎
- とさでん交通（高知県高知市）☆▲

### 九州
- 島原鉄道（長崎県島原市）
- 長崎電気軌道（長崎県長崎市）◎
- 熊本電気鉄道（熊本県熊本市中央区）◎

## 非加盟会社
日本の民間鉄道会社のうち民鉄協非加盟の会社。民鉄協に加盟している大手私鉄の子会社または大口出資会社、バス・建設業など異業種から参入した会社、第三セクターの会社が多数を占める。民鉄協には加盟せず、公営交通事業協会の特別会員もしくは賛助会員となっている会社や、第三セクター鉄道等協議会に加盟している会社も少なくない。本表からはJR7社と貨物専業を除外した。
純民間資本
筑波観光鉄道（京成電鉄の子会社）／千葉ニュータウン鉄道（京成電鉄の子会社）／東京モノレール（JR東日本グループ）／御岳登山鉄道（京王電鉄の子会社）／JR東海交通事業（JR東海の子会社）／黒部峡谷鉄道（関西電力の子会社）／養老鉄道（近畿日本鉄道の子会社）／近江鉄道（西武鉄道の子会社）／WILLER TRAINS（京都丹後鉄道・WILLER ALLIANCEの子会社）／比叡山鉄道（京阪電鉄の子会社）／阪堺電気軌道（南海電鉄の子会社）／スカイレールサービス（積水ハウスが大株主）／筑豊電気鉄道（西日本鉄道の子会社）
公的資本の出資（間接含む）がある会社
函館山ロープウェイ／道南いさりび鉄道／IGRいわて銀河鉄道／三陸鉄道／秋田内陸縦貫鉄道／由利高原鉄道／山形鉄道／阿武隈急行／会津鉄道／野岩鉄道／鹿島臨海鉄道／首都圏新都市鉄道／真岡鐵道／わたらせ渓谷鐵道／埼玉新都市交通／埼玉高速鉄道／流鉄／千葉都市モノレール／舞浜リゾートライン／北総鉄道／成田高速鉄道アクセス／芝山鉄道／東葉高速鉄道／東京臨海高速鉄道／ゆりかもめ／多摩都市モノレール／横浜高速鉄道／横浜シーサイドライン／大山観光電鉄／北越急行／しなの鉄道／えちごトキめき鉄道／あいの風とやま鉄道／IRいしかわ鉄道／のと鉄道／立山黒部貫光／天竜浜名湖鉄道／愛知環状鉄道／上飯田連絡線／名古屋ガイドウェイバス／伊勢鉄道／四日市あすなろう鉄道／伊賀鉄道／明知鉄道／長良川鉄道／信楽高原鉄道／北近畿タンゴ鉄道／大阪モノレール／大阪港トランスポートシステム／中之島高速鉄道／関西高速鉄道／大阪外環状鉄道／西大阪高速鉄道／大阪市高速電気軌道／奈良生駒高速鉄道／神戸高速鉄道／神戸新交通／北条鉄道／智頭急行／若桜鉄道／広島高速交通／錦川鉄道／阿佐海岸鉄道／土佐くろしお鉄道／北九州高速鉄道／平成筑豊鉄道／松浦鉄道／甘木鉄道／南阿蘇鉄道／くま川鉄道／肥薩おれんじ鉄道／沖縄都市モノレール
神戸高速鉄道は阪急阪神ホールディングスの子会社で、以前は民鉄協に加盟していたが2021年9月現在では加盟していない。

### 加盟の会社の路線が存在しない都道府県
前述のとおり入会は任意であるため、加盟の会社の路線が存在しない都道府県も多い。
北海道／秋田県／山形県／新潟県／鳥取県／山口県／徳島県／佐賀県／大分県／宮崎県／鹿児島県／沖縄県
上記以外の都府県には必ず1社は加盟の会社の路線が存在するが、岩手県は貨物専業の岩手開発鉄道のみであるため、旅客営業を行う会社に限れば岩手県も加盟の会社の路線が存在しない県に該当する。

#### （参考）加盟の会社の路線が大手私鉄以外存在しない都道府県
栃木県／岐阜県／滋賀県／奈良県／福岡県

### （参考）以前加盟していた会社

#### 鉄道事業撤退後も会社が存続する事業者
この場合は鉄道路線の廃線で鉄道事業のみ撤退した例や鉄道事業を分社した例も含む。
- 加越能鉄道：2002年2月1日付で保有していた全鉄軌道線を万葉線に移管したため。会社自体はそれ以降もバス会社として存続し、社名も2012年10月1日に「加越能バス」に変更。
- 上田交通：2005年10月3日付で同社の鉄道部門が上田電鉄に移管したため。会社自体はそれ以降も不動産会社として存続している。
- 一畑電気鉄道：2006年4月1日付で同社が持株会社に移行し、鉄道事業を新設の一畑電車に移管したため。会社自体はそれ以降も不動産事業などの非中核事業も行う持株会社として存続している。
- 茨城交通：2008年4月1日付で最後の保有路線だった湊線がひたちなか海浜鉄道に移管したため。会社自体はそれ以降もバス会社として存続している。
- 十和田観光電鉄：2012年4月1日付で唯一保有していた十和田観光電鉄線が廃線になったため。会社自体はそれ以降もバス会社として存続している。
- 岳南鉄道：2013年4月1日付で同社の鉄道部門が岳南電車に移管したため。会社自体はそれ以降も不動産会社として存続している。
- 東急：2019年10月1日付で事業持株会社に移行し、鉄軌道事業を新設の東急電鉄に移管したため。
- 富士急行：2022年4月1日付で同社の鉄道事業を富士山麓電気鉄道に移管したため。

#### 鉄道事業撤退により会社が消滅した事業者
- くりはら田園鉄道：2007年4月1日付で唯一保有していたくりはら田園鉄道線が廃線になったため同日に同社は解散し、その後2010年8月21日で清算終了。
- 新京成電鉄：2025年4月1日付で京成電鉄に吸収合併され、法人格が消滅したため。
- 泉北高速鉄道：2025年4月1日付で南海電気鉄道に吸収合併され、法人格が消滅したため。

## 沿革

### 前史
- 1914年（大正3年）7月10日 - 「民鉄事業の改良進歩及び共同の利益増進を目的」として軽便鉄道協会を創立[1]。
- 1916年（大正5年）2月7日 - 軽便鉄道協会、私設鉄道協会に改称[1]。
- 1920年（大正9年）2月10日 - 私設鉄道協会、社団法人鉄道同志会に改組[1]。
- 1942年（昭和17年）5月30日 - 戦時中のため、鉄道同志会が一時解散。統制団体である鉄道軌道統制会を設立[1]。
- 1945年（昭和20年）12月26日 - 終戦により鉄道軌道統制会を解散。日本鉄道会として再発足[1]。
- 1947年（昭和22年）
  - 11月28日 - 私鉄経営者連盟を結成[1]。
  - 12月19日 - 日本鉄道会の機能を停止。日本鉄道会議所を設立[1]。
- 1948年（昭和23年）8月12日 - 日本鉄道会議所と私鉄経営者連盟を解散させ、新たに私鉄経営者協会を創立[1]。

### 民鉄協
- 1967年（昭和42年）6月28日 - 私鉄経営者協会を発展的解消させ、社団法人日本民営鉄道協会を設立[1]。後者は前者の会員・職員を継承[注 21]。
- 2000年（平成12年）7月31日 - 公式サイト開設[7]。
- 2012年（平成24年）4月1日 - 一般社団法人日本民営鉄道協会に移行[1]。
- 2022年（令和4年）6月27日 - 現住所に移転[8]。

## 国会議員用の乗車証
国会議員が無料で鉄軌道線に乗車できる「鉄道軌道乗車証」は民鉄協加盟社が中心となって共同で無償提供している。経営上の都合から、一部利用できない会社線もある。この制度は国鉄が存在した1946年、衆議院・参議院両議長から日本鉄道会（民鉄協の前身）に依頼があったことに始まる。国鉄分割民営化で誕生したJRグループの無料乗車証は公費で購入しており、違いがある。
協会内で「公平性という点で利用者の同意が得づらい」という声が上がり、1995年（平成7年）以来、各議院に廃止あるいは費用負担の打診を続けていたが、正式な要請だと受け取られないまま20年近くが経過してきた。2012年5月には、民鉄協として正式に廃止を求める方向性で検討を開始することとなった。